# Luby
Luby, (in tedesco Schönbach) è una città della Repubblica Ceca facente parte del distretto di Cheb, nella regione di Karlovy Vary.